# Câble catégorie 6a
Pour les articles homonymes, voir Câble.
La catégorie 6a augmentée est une spécification de la norme ANSI/TIA/EIA-568-B.2.10 qui décrit, conjointement avec la norme ISO/IEC 11801:2002 pour la correspondance avec la classe Ea, un type de câblage à paires torsadées, basé sur le standard Ethernet.
Comparativement avec le câble catégorie 6 classe E, le câble catégorie 6a classe Ea est adapté pour le standard 10GBASE-T. Celui-ci permet la transmission de données à des débits allant jusqu'à 10 Gbit/s et à des fréquences ne dépassant pas 500 MHz.

## Caractéristiques principales
Le tableau ci-dessous donne les caractéristiques pour un câble d'impédance 100 ohms et de longueur 100 mètres.
À ce niveau de débit et de fréquence, un nouveau paramètre intervient qui a une influence significative sur le comportement de ce type de câble. Il s'agit de l'Alien Crosstalk (paradiaphonie exogène) qui est le couplage électromagnétique entre paires issues de liaisons distinctes.
| Fréquence (MHz) | Insertion loss (dB) | NEXT (dB) | ELNEXT (dB) | PSANEXT (dB) | Return Loss (dB) |
| --------------- | ------------------- | --------- | ----------- | ------------ | ---------------- |
| 100             | 20,8                | 39,9      | 23,3        | 60           | 20,1             |
| 250             | 33,8                | 33,1      | 15,3        | 54           | 17,3             |
| 500             | 49,4                | 26,1      | 9,3         | 49,5         | 15,2             |

## Application
Le câble catégorie 6a est utilisé pour la réalisation de liaisons Ethernet en mode full-duplex basées sur les standards 1000BASE-T et 10GBASE-T.
Le connecteur RJ45 employé pour le raccordement limitant le débit et la bande passante n'autorise pas la progression avec le câblage catégorie 6a. Le standard Ethernet évoluant vers une gradation du débit et de la bande passante impose l'homologation de la catégorie 7 et d'une nouvelle connectique pour aller au-delà du standard 10GBASE-T.